# Feria Internacional del Libro de Venezuela
La Feria Internacional del Libro de Venezuela (FILVEN) es un evento nacional organizado por iniciativa del Estado venezolano desde 2005, en diversas regiones, a fin de promover la cultura de la lectura y propiciar el encuentro de los lectores con el libro y sus escritores. Las primeras ediciones de FILVEN se celebraron únicamente en Caracas, siguiendo la tradición de las anteriores Ferias del Libro de Caracas, que databan desde 1992. Años más tarde, la feria comenzó a realizarse en varias ciudades dentro del mismo marco ferial, en fechas que no necesariamente son coincidentes durante el mismo año. Independientemente de la localidad y la fecha, cada feria regional conserva la misma denominación, lema, número de edición, año, homenajeados e imagen.

## Ediciones

### FILVEN 2005
La primera Feria Internacional del Libro de Venezuela, realizada ahora bajo este nombre, se llevó a cabo en Caracas durante 10 días, del 11 al 20 de noviembre de 2005. Asistieron representaciones de 30 países latinoamericanos y más de 60 invitados internacionales. El lema fue "Caribe, un puente de libros, un mar de humanidad".

### FILVEN 2006
La II Feria Internacional del Libro de Venezuela se realizó en Caracas del 9 al 19 de noviembre de 2006, ocasión en la que se rindió homenaje por una parte a Cuba como país invitado, y por la otra a los poetas venezolano Ramón Palomares, Premio Nacional de Literatura Mención Poesía 1974 y Victor Valera Mora, Premio Internacional de Poesía 2006. La feria contó con 103 puestos de exhibición para editores venezolanos y 43 para internacionales, teniendo la visita de más de 80 intelectuales reconocidos.

### FILVEN 2007
La III Feria Internacional del Libro de Venezuela se realizó entre el 3 de octubre y el 18 de noviembre de 2007 en 335 municipios en todos los Estados del territorio venezolano, organizados en capítulos. El lema del evento general fue " el libro libera"y el tema centra de discusión se tituló "Estados Unidos: Una revolución posible", teniendo a Argentina como país invitado de honor. En esta edición, editoriales de 11 países se enlazaron en una así llamada "Red en Defensa de la Humanidad" con el fin de contribuir a la formación del pensamiento emancipador, crítico y popular.

### FILVEN 2008
La IV Feria Internacional del Libro de Venezuela se llevó a cabo en todo el país entre el 7 y el 16 de noviembre de 2008, con Ecuador como invitado de honor y la venezolana Stefania Mosca como escritora homenajeada.  El lema central de la edición fue "Por un país de lectores", con más de 400 escritores de 20 países.

### FILVEN 2009
La V Feria Internacional del Libro de Venezuela se llevó a cabo en Caracas entre el 12 y el 21 de noviembre de 2009, con Bolivia como invitado de honor y el venezolano José Manuel Briceño Guerrero como escritor homenajeado. En esta edición se presentaron 200 editoriales y 50 invitados internacionales que ofrecieron conferencias y presentaron libros, entre otras actividades

### FILVEN 2010
La VI Feria Internacional del Libro de Venezuela se llevó a cabo en Caracas entre el 13 y el 22 de noviembre de 2010, en esta edición se homenajearon los países latinoamericanos que celebraron su bicentenario de independencia ese año: Argentina, Chile, Colombia, México y Venezuela siendo su lema "Los pueblos de la Patria Grande escriben su historia".

### FILVEN 2011

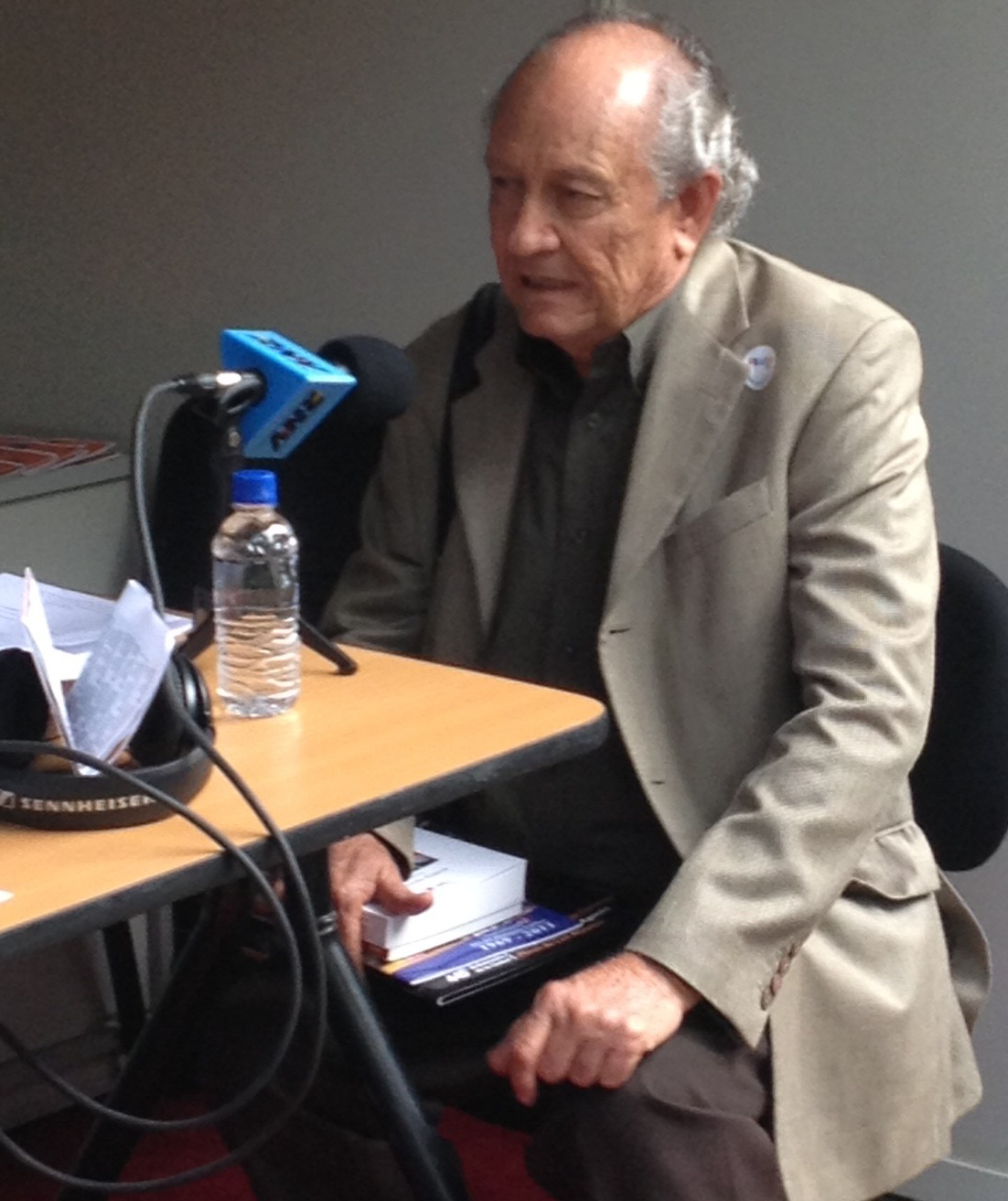
El poeta Gustavo Pereira en FILVEN 2013

La VII Feria Internacional del Libro de Venezuela se realizó entre el 19 y el 27 de marzo de 2011 en la ciudad de Caracas, este cambio de fecha se realizó para evitar la temporada de lluvia, los autores homenajeados fueron Andrés Bello y Juan Germán Roscio, el lema para esta edición fue "¡Gloria al Bravo Pueblo!" y asistieron 21 editoriales internacionales, junto a 103 nacionales.

### FILVEN 2012
La VIII Feria Internacional del Libro de Venezuela se realizó entre el 10 de mayo y 29 de julio de 2012 en todo el país de manera itinerante, el país invitado fue Uruguay y el autor homenajeado fue Luis Britto García, en esta edición se presentaron unas 245 editoriales nacionales e internacionales.

### FILVEN 2013
La IX Feria Internacional del Libro de Venezuela se realizó entre el 24 de abril y el 30 de noviembre de 2013 en todo el país de manera itinerante, en esta edición, los homenajeados fueron Hugo Chávez y Gustavo Pereira y se presentaron unos 142 editoriales nacionales e internacionales.

### FILVEN 2014
La X Feria Internacional del Libro de Venezuela se realizó entre el 14 y el 23 de marzo de 2014 en la ciudad de Caracas, el país invitado fue Brasil y el escritor homenajeado fue César Chirinos, el tema de esta edición fue "Perspectivas y desafíos de la edición pública en América Latina", se presentaron 113 expositores nacionales y 29 internacionales.
| Edición | Año  | Lema central                                                    | País Invitado | Homenajeado                                       | Inicio          | Final           |
| ------- | ---- | --------------------------------------------------------------- | ------------- | ------------------------------------------------- | --------------- | --------------- |
| I       | 2005 | Caribe, un puente de libros, un mar de humanidad                | —             | —                                                 | 11 de noviembre | 20 de noviembre |
| II      | 2006 | —                                                               | Cuba          | Ramón Palomares Victor Valera Mora                | 9 de noviembre  | 19 de noviembre |
| III     | 2007 | El libro libera                                                 | Argentina     | —                                                 | 3 de octubre    | 18 de noviembre |
| IV      | 2008 | Por un país de lectores                                         | Ecuador       | Stefania Mosca                                    | 7 de noviembre  | 16 de noviembre |
| V       | 2009 | —                                                               | Bolivia       | José Manuel Briceño                               | 12 de noviembre | 21 de noviembre |
| VI      | 2010 | Los pueblos de la Patria Grande escriben su historia            | —             | —                                                 | 7 de noviembre  | 16 de noviembre |
| VII     | 2011 | ¡Gloria al Bravo Pueblo!                                        | —             | Andrés Bello Juan Germán Roscio                   | 19 de marzo     | 27 de marzo     |
| VIII    | 2012 | —                                                               | Uruguay       | Luis Britto García                                | 10 de mayo      | 29 de julio     |
| IX      | 2013 | —                                                               | —             | Hugo Chávez Gustavo Pereira                       | 24 de abril     | 30 de noviembre |
| X       | 2014 | Perspectivas y desafíos de la edición pública en América Latina | Brasil        | César Chirinos                                    | 14 de marzo     | 23 de marzo     |
| XI      | 2015 | —                                                               | Puerto Rico   | César Rengifo                                     | 12 de marzo     | 22 de marzo     |
| XII     | 2016 | Leer lo que somos                                               | Francia       | Francisco de Miranda                              | 3 de noviembre  | 13 de noviembre |
| XIII    | 2017 | Leer lo que somos                                               | —             | Alberto Carucci                                   | 9 de noviembre  | 19 de noviembre |
| XIV     | 2018 | Leer es Vida                                                    | Turquía       | Ana Enriqueta Terán                               | 8 de noviembre  | 18 de noviembre |
| XV      | 2019 | Leer es Vida                                                    | China         | Luis Alberto Crespo                               | 7 de noviembre  | 17 de noviembre |
| XVI     | 2020 | Leer desbloquea                                                 | México        | Earle Herrera Aquiles Nazoa                       | 12 de noviembre | 22 de noviembre |
| XVII    | 2021 | Leer Independiza                                                | Vietnam       | José Vicente Rangel Vladimir Acosta               | 4 de noviembre  | 14 de noviembre |
| XVIII   | 2022 | Leer descoloniza                                                | África        | Mario Sanoja Carmen Travieso Iraida Vargas Arenas | 10 de noviembre | 20 de noviembre |
| XIX     | 2023 | Leer nos reencuentra                                            | Colombia      | Domingo Rangel Carmen Bencomo Armando Carías      | 9 de noviembre  | 19 de noviembre |
| XX      | 2024 | Leer Transforma                                                 | Sudáfrica     | Benito Yrady                                      | 11 de julio     | 21 de julio     |